# Pegasus (スパイウェア)
Pegasus（ペガサス）とは、イスラエルの企業であるNSO Groupが開発したモバイル端末用のスパイウェアであり、同社の顧客が監視対象を秘密裏に監視するために使用している。人権侵害やプライバシー侵害などが指摘されている。このスパイウェアの存在は、Forbidden Stories、アムネスティ・インターナショナルのセキュリティラボを含む17の報道機関などによるThe Pegasus Projectの調査によって明らかになった。

## 概要
Pegasusはイスラエルの企業であるNSO Groupが開発したモバイル端末をターゲットにしたスパイウェアである。2016年8月、人権活動家のiPhoneで発見された。2021年にThe Pegasus Projectによる調査によって実態が明らかになった。この調査では流出した約5万件の電話番号を元にスマートフォンを解析し、37のスマートフォンで形跡が確認された。
なお、NSO GroupはPegasusを犯罪やテロへの対策のもので、主権国家の捜査機関や情報機関にのみ販売してるとのこと。

## The Pegasus Project
The Pegasus Projectは、パリに拠点を置くメディア系NPOのForbidden Storiesが中心となり、国際的人権団体のアムネスティ・インターナショナルのセキュリティラボの技術的サポートのもと、合計10カ国、17の報道機関などの80人以上のジャーナリストが参加したプロジェクトで、モバイル端末のフォレンジック調査を通してスパイウェアの痕跡を特定した。プロジェクトに参加したのはForbidden Stories、アムネスティ・インターナショナルのセキュリティラボ、The Washington Post、Le Monde、Süddeutsche Zeitung、Die Zeit、The Guardian、Daraj、Direkt36、Le Soir、Knack、Radio France、The Wire、Proceso、Aristegui Noticias、The Organized Crime and Corruption Reporting Project、Haaretz、PBS Frontlineである。

### 調査
調査は、漏洩した5万件以上の電話番号が記載されたリストをもとに行われた。リストには2016年以降にNSO Groupの顧客が攻撃対象として特定した人物のもとと見られる電話番号およびその電話番号が選択または入力された日時が含まれていた。Forbidden Storiesとアムネスティ・インターナショナルはこのリストにアクセスし、16の報道機関と共有し、そこから80人以上のジャーナリストによる数ヶ月にわたる調査が行われた。リストに記載された電話番号の持ち主を確認したところ、数百人の企業経営者、宗教家、学者、NGO職員、連合関係者および政府関係者（閣僚、大統領および首相を含む）が含まれ、また、フィナンシャル・タイムズ、CNN、ニューヨーク・タイムズ、France 24、エコノミスト、AP通信、ロイターのジャーナリスト180以上も含まれていた。
アムネスティは、攻撃が疑われる67台のスマートフォンを調査した。そのうち23台は感染しており、14台には侵入を試みた形跡が確認された。残り30台については端末の交換などが原因で決定的な証拠は見つからなかった。アムネスティはカナダのトロント大学の研究グループCitizen Labに4台のiPhoneのバックアップコピーを共有した。Citizen Labは、確かにPegasus感染の兆候が見られること、アムネスティの調査方法が適切であることを確認した。

## Pegasusの性能

### 攻撃手法
Pegasusは、アプリの脆弱性を利用したり、ターゲットを騙して悪意あるリンクをクリックさせることでモバイル端末にインストールされる。また、iMessageの脆弱性を悪用してゼロクリック攻撃（ターゲットによる操作なしに実行可能な攻撃）された事例が確認されている。

### 感染後
端末がPegasusに感染すると、攻撃者は理論上端末のあらゆるデータを収集できる。攻撃者はメッセージ、通話、写真、電子メールを抽出したり、秘密裏にカメラやマイクを有効化したり、WhatsApp、Telegram、Signalなどの暗号化メッセージアプリのメッセージを閲覧できる。

## 関連番組
- 追跡“ペガサス” スマホに潜むスパイ 前編:標的にされた人々（2023年、NHK）[7]
- 追跡“ペガサス” スマホに潜むスパイ 後編:調査報道の結末（2023年、NHK）[8]